# Manoyoi
Manoyoi est un village de la région du Centre du Cameroun, situé dans la commune de Bot-Makak. 

## Population et développement
En 1962, la population de Manoyoi était de 181 habitants. La population de Manoyoi est de 494 habitants lors du recensement de 2005. La population est constituée pour l’essentiel de Bassa.  